# Tomier i Palaizi
Tomier i Palaizi (fl....1199-1226...) foren dos trobadors occitans que escrigueren conjuntament. Se'n conserven dos sirventesos (i un tercer atribuït).

## Vida
Es conserva una vida conjunta de Tomier i Palaizi que indica que foren dos cavallers de Tarascon, armats i apreciats per cavallers i dames. No és clar quina relació hi havia entre els dos (potser algun parentesc o simple companyonia); en qualsevol cas són coautors de textos literaris i també apareixen signant en documents d'arxiu, en el mateix document però signant separadament. La vida diu també que feien sirventesos sobre el rei d'Aragó, els comtes de Provença i Tolosa i sobre el dels Baus i de las rasons que corian per Proenssa ("dels afers que corrien per Provença"), cosa que es dedueix de les peces conservades.
Efectivament, les dues (o tres) peces conservades d'aquests autors són sirventesos polítics. De chantar farai és un sirventès amb refrany (Segur estem, seignors, e ferm de ric socors "Senyors, mantinguem-nos ferms i segurs d'un ajut poderós") sens dubte amb la intenció que fos divulgat, recordat i repetit. Sembla compost durant el setge d'Avinyó per Lluís VIII de França el 1226 en el marc de la croada contra els Albigesos. Tomier i Palaizi retreuen també als croats que han abandonat la veritable croada a Terra Santa i l'han deixada desprotegida.
El sirventès Si co ·l flacs molins torneja s'ha datat en la primavera de 1216.
Els dos autors representen un cas únic en la poesia trobadoresca de producció literària conjunta, ja que no es tracta de trobadors que intercanvien opinions com en qualsevol dels gèneres dialogats habituals (tençós, partimens) sinó que els dos escriuen en una veu única i usant els verbs en singular.

## Obra
- (442,1)[3] De chantar farai
- (442,2) Si co ·l flacs molins torneja[4]

### Repertoris
- Alfred Pillet / Henry Carstens, Bibliographie der Troubadours von Dr. Alfred Pillet […] ergänzt, weitergeführt und herausgegeben von Dr. Henry Carstens. Halle : Niemeyer, 1933 [Tomier i Palaizi són conjuntament el número PC 442]
- Guido Favati (editor), Le biografie trovadoriche, testi provenzali dei secc. XIII e XIV, Bologna, Palmaverde, 1961, pàg. 302
- Martí de Riquer, Vidas y retratos de trovadores. Textos y miniaturas del siglo XIII, Barcelona, Círculo de Lectores, 1995 p. 277-278 [Reproducció de la vida, amb traducció a l'espanyol, i miniatura del cançoner I]